# Talsperrenstraße 51

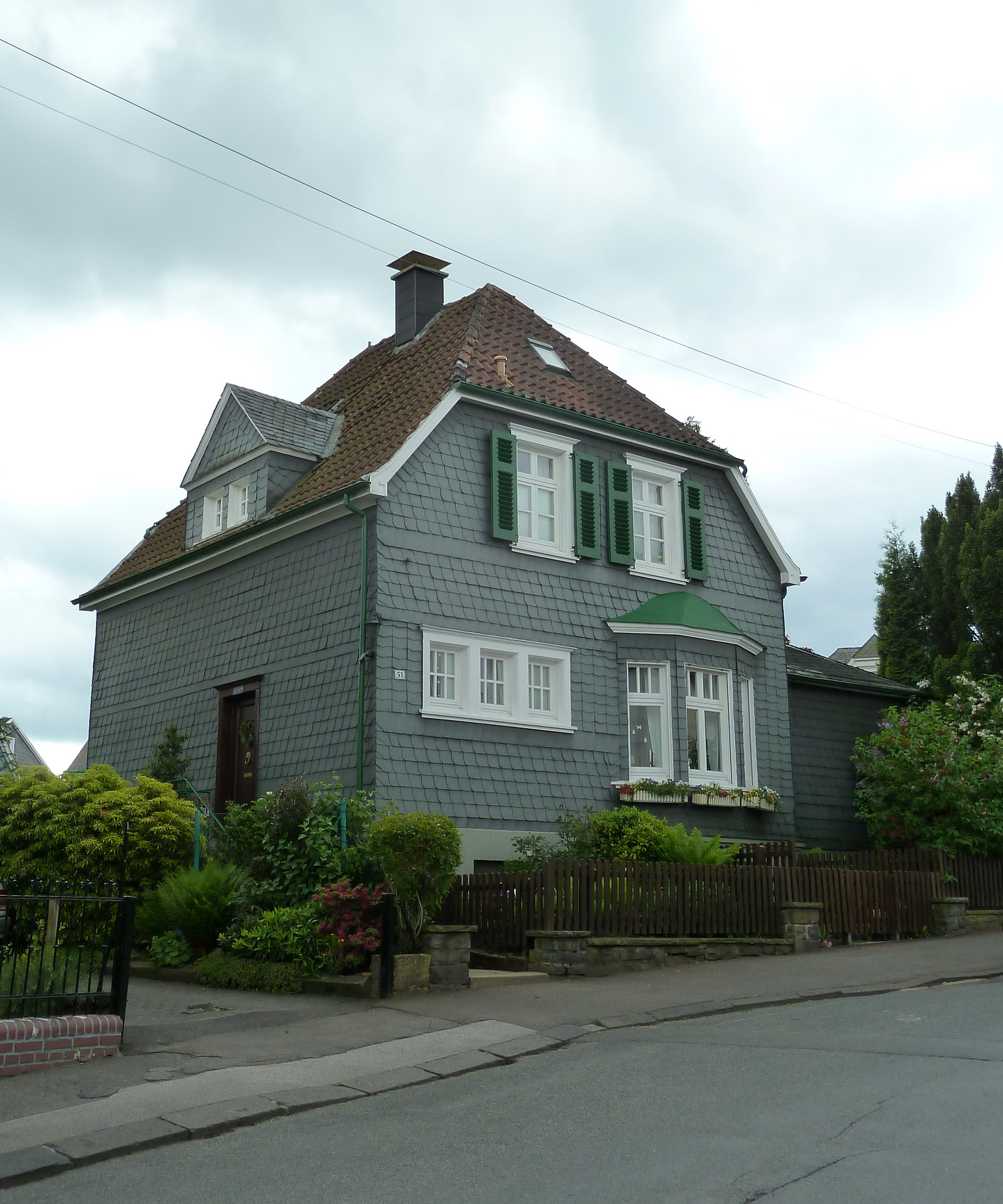
Das Haus Talsperrenstraße 51

Das Objekt Talsperrenstraße 51 ist ein denkmalgeschütztes eingeschossiges Fachwerkhaus, das – an allen Seiten verschiefert und mit ausgebautem Krüppelwalmdach ausgeführt – 1915 im Wohnquartier Blutfinke des Stadtbezirks Ronsdorf in Wuppertal errichtet wurde. Das Gebäude ist Teil einer Gruppe von ähnlichen Häusern in der Talsperrenstraße, die als Ergänzung der älteren Bebauung zu Beginn des 20. Jahrhunderts errichtet wurden. 1953 folgte ein Anbau an das Gebäude. Am 18. Februar 1993 wurde es als Baudenkmal anerkannt.
Die westliche Giebelseite des Hauses liegt an der Straße. Über der das Kellergeschoss teilweise freilegende Garagenzufahrt befindet sich im Erdgeschoss ein Vorbau auf trapezförmigem Grundriss. Ein dreiteiliges Fensterband mit fast quadratischen Fensteröffnungen schließt sich daneben an. Das Dachgeschoss weist zwei hochrechteckige Fensteröffnungen mit hölzernen Einfassungen, Klappläden und schmalen Verdachungen auf. Richtung Norden ist etwa auf der Mittelachse des Gebäudes die Hauseingangstür mit vorgelegter Treppe angeordnet, auf der Mittelachse befindet sich im Dachbereich auch eine zweifenstrige Gaube. Durch einen eingeschossigen Anbau auf der Südseite wird das Gebäude zum größten Teil verdeckt. Im Dachbereich ist wiederum eine Gaube vorhanden. 